# 集塵装置
集塵装置（しゅうじんそうち、英: dust collector）は、大気汚染の防止や有価物の回収を目的として、排気中の煤や粉塵などの粒子を気体から分離する装置である。クリーンルーム中での異物除去にも使用され、集塵機と称することもある。

## 原理
粒子の気体からの分離は、粒子が気体と異なる運動をすることにより生じる。集塵技術は、この運動差を大きくすることを基本とする。
1. 気流と直交方向に生じる、重力や遠心力、静電気によるクーロン力などの外力。
2. 気流の通り道に障害物が存在すると、これを避ける気流の動きに粒子は追随できず、障害物に衝突したりランダムに拡散する。
3. 粒子の直径と同程度の孔径をもつ隔壁を設けると、孔径より大きな粒子は物理的に遮断される。

## 集塵装置の分類
重力、遠心力、静電気力など外力を働かせる「流通式」、流路にルーバーやエアフィルタなどの障害物を設ける「障害物式」に大別できるが、障害物式のうちバグフィルタやセラミックフィルタなどを用いるものを「隔壁式」とする考え方もある。これらのうち、産業用としては流通式の一種の電気集塵機と、隔壁式のバグフィルタが多く使われている。

### 流通式

#### 重力式集塵装置
水平に設けられた重力式集塵装置では、粒子は気流とともに水平方向へ動くとともに、重力により垂直方向の動きも持つ。直径数十マイクロメートル程度の比較的大きい粒子、低い流速での処理に向く。1000 ℃程度までの高温の気体にも対応し、圧力損失は小さい。単独で用いられることはまれで、より精密な集塵の前処理や、分級に用いられることが多い。

#### 遠心力式集塵装置
サイクロン式粉体分離器が代表的である。上部が円筒形、下部が円錐形の構造で、気流は内壁に沿ってらせん状に降下し、下端に達すると反転して中心部を上昇し、上端より排出される。粒子は遠心力により内壁に接触して、重力により下端の捕集箱に集まる。重力式より細かい数マイクロメートル程度の粒子も除去でき、可動部がなく、設置や維持管理が安価であること、高圧・高温での使用が可能である特徴がある。入口の流速が遅いと粒子が入口に堆積する。逆に早すぎると、圧力損失が高まり、捕集箱から粒子が再飛散する。サイクロンを同じ形状のまま大型化すると集塵効率が低下するため、大量の気流の処理には、装置の単純な大型化ではなく小型のサイクロンを複数並列したマルチサイクロンで対処される。

#### 電気集塵機

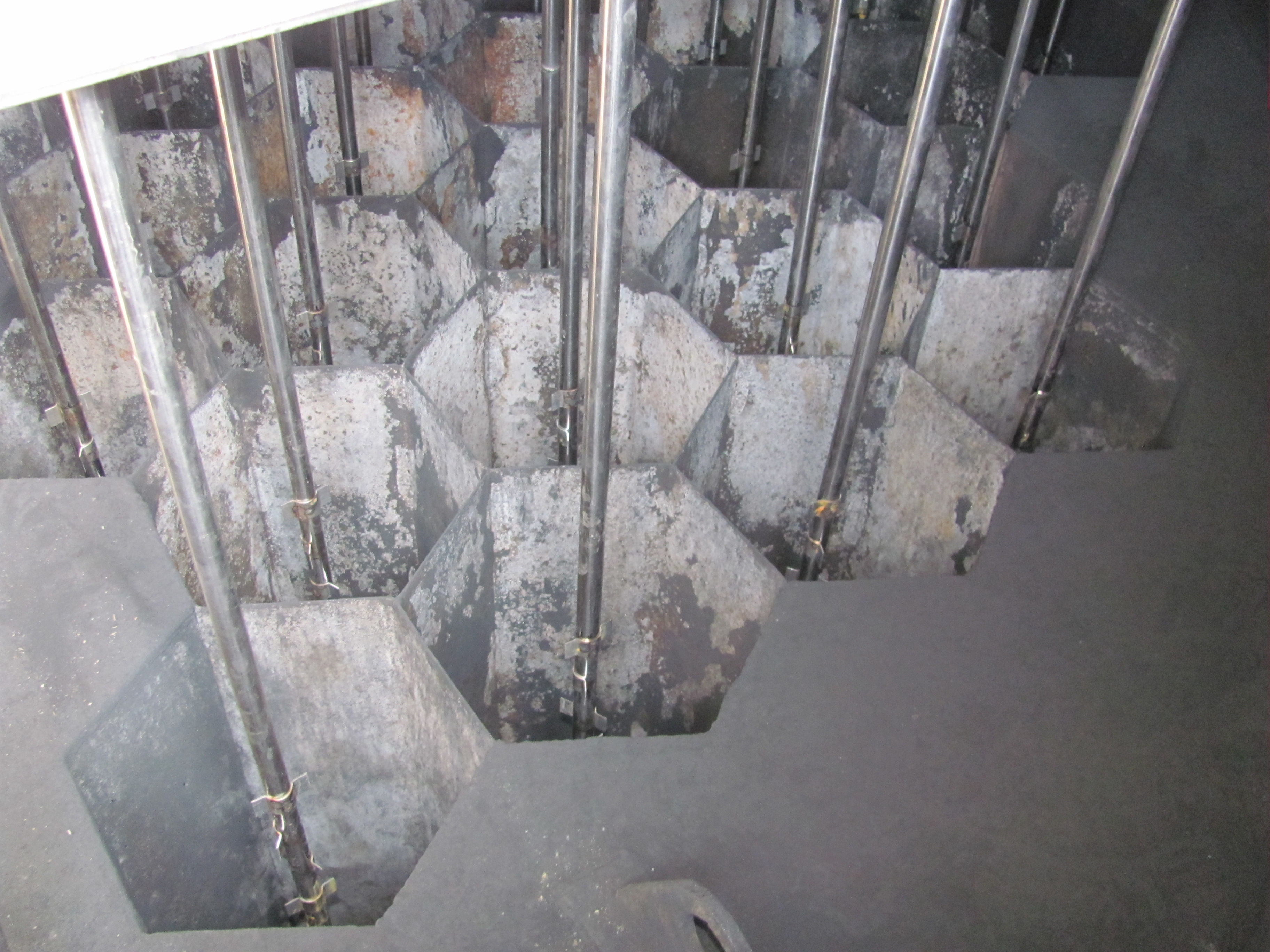
ハニカム構造の電気集塵機の内部

電荷を帯びた粒子は、電位差のある電場ではクーロンの法則に基づき、自らと異なる極性を持つ電極に引き寄せられる。電気集塵機はこの原理を応用したもので、もっとも単純な一段式平板型を例にとると、接地され平行に置かれた2枚の板状の集塵極の間に針状の放電極が設置される。放電極は、大容量の気流を処理する場合は通常は負極性とされる。粒子は放電極からのコロナ放電により負に帯電し、放電極から遠ざかり集塵極に引き寄せられる。こうして集塵極に付着することにより気流から粒子が除かれるが、集塵極に水膜を形成して再飛散を防止する湿式電気集塵機も採用されている。気流の妨げとなるものは放電極のみであるので圧力損失は小さく、高電圧を用いるものの電流は小さいため消費電力は大きくない。しかし、爆発性気体や、粒子が可燃性を持つ場合には電気集塵機は適さない。火力発電の分野でも広く使われ、炭素分の多い重油灰と、二酸化ケイ素や酸化アルミニウム、酸化鉄を主成分とした石炭灰（フライアッシュ）とでは電気抵抗が異なるため、それぞれに見合った電圧で運転される。硫黄分の高い燃料を使用する場合には、硫黄を核とした塊状のアシッドスマットの発生や硫酸ミストによる機器・煙道の腐蝕を抑制するためアンモニアが注入される。これにより硫酸ミストは硫酸アンモニウムとなり、電気集塵機で除去可能になる。

### 障害物式
気流の流路に障害物を設ける慣性力式集塵装置、エアフィルタや粒子充填層を通す深層ろ過式集塵装置、液体により粒子を捕集する湿式集塵装置に大別できる。

#### 慣性力集塵装置
粒子を障害物に衝突させる衝突式慣性力集塵装置と、整流板などにより気流を急激に方向転換させることにより粒子を分離する反転式慣性力集塵装置に区分できる。いずれも障害物の形状が複雑であるほど集塵率は向上するが、圧力損失が大きくなり、付着した粒子の除去が困難になる欠点が生じる。重力式や遠心力式同様、他の高性能な集塵装置の前処理として導入されることが多い。

#### 深層ろ過式集塵装置
比較的低濃度の粉塵処理に用いられるが、HEPAフィルタやULPAフィルタは半導体製造工程のクリーンルームや手術室など高度な清浄度が要求される環境にも用いられる。材質はガラス繊維、セルロース、ナイロンなどが一般的である。バグフィルタなどと異なり「払い落し」は行われず、圧力損失が初期値の2 - 3倍になると寿命として交換される。粒子充填層フィルタは砂やセラミック粒をろ材として用いたもので、捕集性能は限定的であるものの摩耗性の粒子や高温の気体にも対応可能である。

### 隔壁式

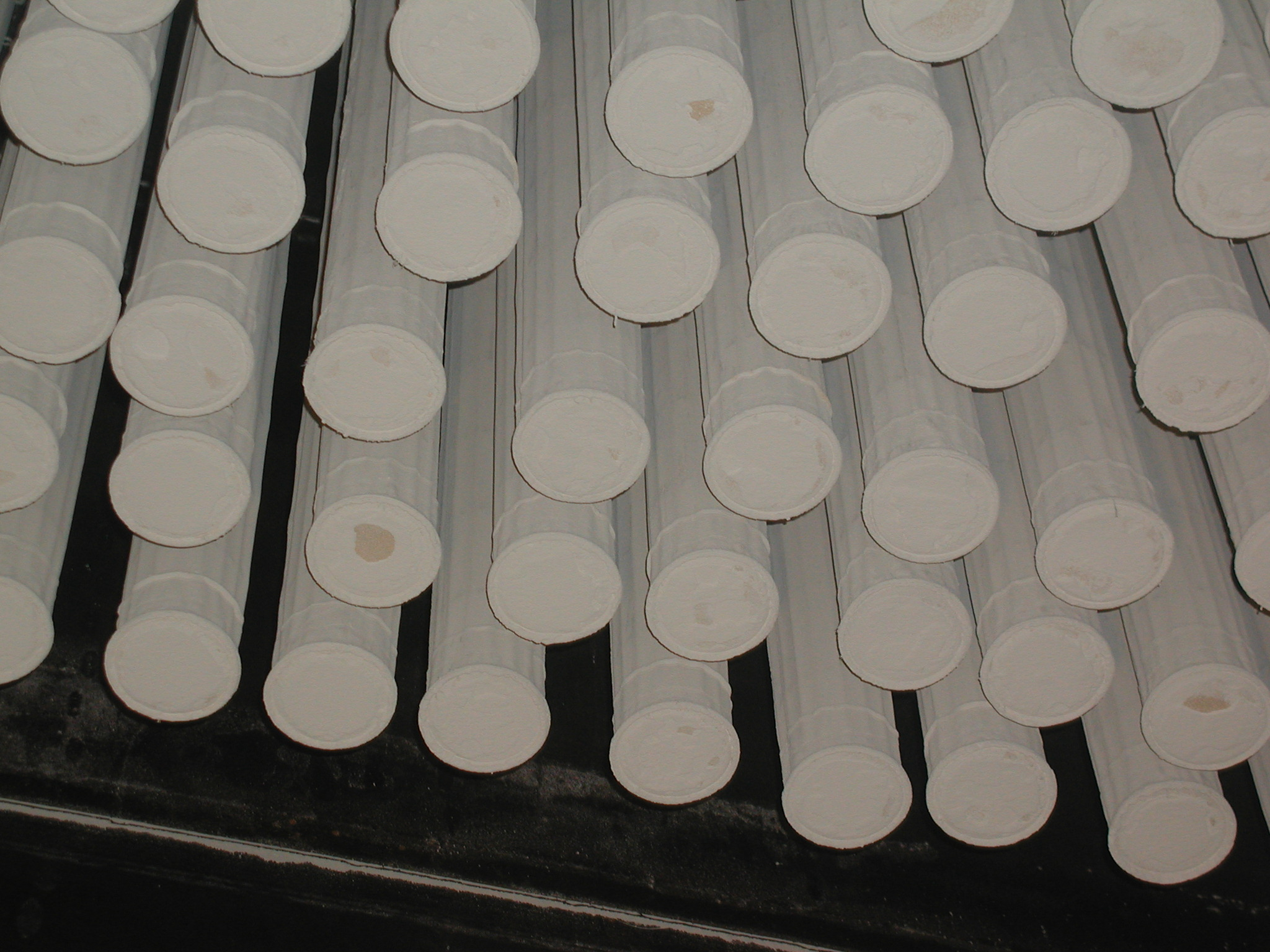
バグフィルター

多数設置した、布または不織布製の袋状のフィルター（バグフィルタ）に粒子を含む気流を通してろ過する方法が代表的である。フィルターの材質は木綿、ナイロン、テフロン、ガラス繊維などがあるが、高温の排気に対してはセラミックフィルターが用いられる。0.01マイクロメートル程度の微粒子も除去でき、集塵率は99 %と高い。フィルター自体による捕集より、堆積した粒子による捕集効果が大きいが、圧力損失が大きくなるため、一定の時間間隔もしくは圧力損失が設定値に達したら、堆積した粒子を払い落す必要がある。払い落しには、機械で振動を与える方法や、圧縮空気をパルス状に吹き付ける方法などがある。セメントやカーボンブラックの製造、製鉄、非鉄金属の製錬現場では耐熱・耐酸性に優れるが可撓性の弱いガラス繊維が多く使われているため、ろ過方向と逆向きに大気を流入させる方法が採られる。粉塵爆発防止のため、重力式やサイクロン式集塵装置で前処理を行って粉塵濃度を下げたり、炭酸カルシウムなど不活性粉末の混入、導電性繊維を織り込んだ帯電防止ろ材の使用などの方法が採られるが、マグネシウムの粉末やアルミニウム粉末はバグフィルタでの安全な処理が困難であるため、湿式集塵装置で処理される。

## 集塵率
粒子径の分布を加味しない総合集塵率Eは、集塵装置入口の粒子流量Si、出口の粒子流量Soから、下記の式で表される。Scは、集塵装置で除去した粒子の量である。
{\displaystyle {\mathit {E}}=1-{\dfrac {S_{o}}{S_{i}}}={\dfrac {S_{c}}{S_{i}}}}
粒子流量Sとガス流量Q、ガス中の粒子濃度CにはS=QCの関係にあることから、集塵装置途中の気体の漏れや外気の流入がないことを前提として、入口の粒子濃度Ci、出口の粒子濃度Coを基に
{\displaystyle {\mathit {E}}=1-{\dfrac {C_{o}}{C_{i}}}}
でも求められる。
粒子径dpに対する部分集塵率ΔE(dp)は、下記の式で表される。
{\displaystyle \Delta {\mathit {E}}(d_{p})=1-{\dfrac {C_{o}(d_{p})}{C_{i}(d_{p})}}}